# Hobby Horsing

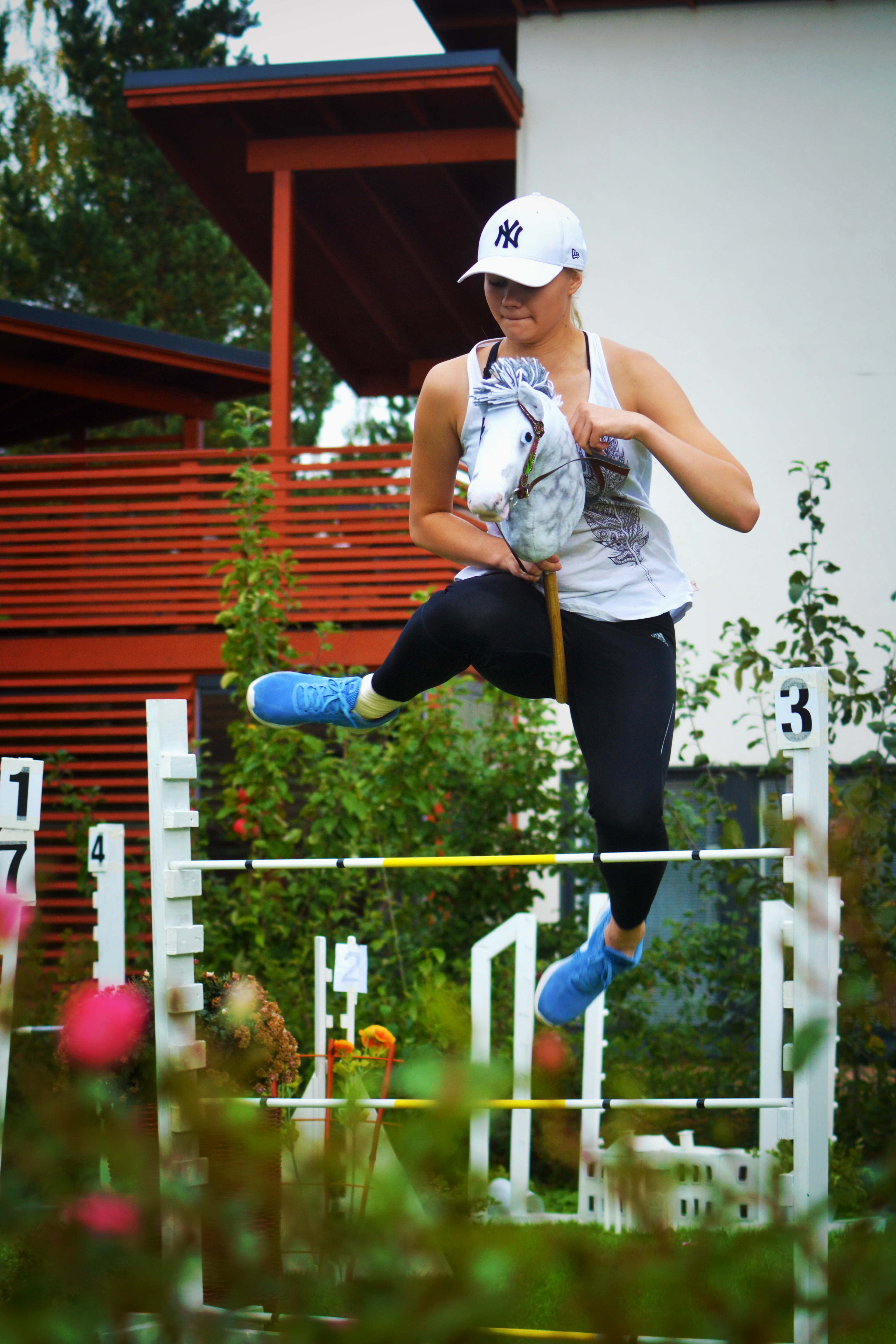
Jugendliche mit Steckenpferd beim Sprung über ein Hindernis

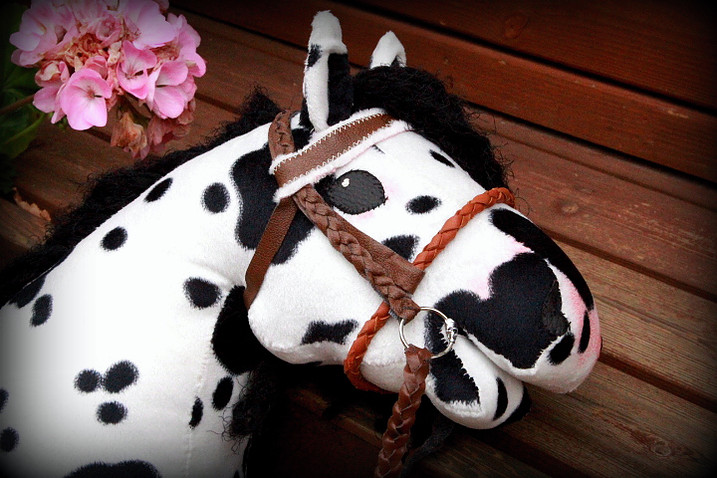
Hobby Horse mit Englischer Trense

Hobby Horsing (von englisch hobby horse ursprünglich „Steckenpferd“, kurz auch englisch hobby) oder deutsch Steckenpferdreiten ist eine Sportart mit Gymnastikelementen, bei der Bewegungsabläufe ähnlich denen beim Springreiten oder Dressur teilweise in Parcours nachgestellt werden, ohne dass echte Pferde zum Einsatz kommen. Stattdessen benutzen die Teilnehmer überwiegend selbstgefertigte Steckenpferde. Diese Steckenpferde werden mit speziellen Eigenschaften für den Sport gefertigt. Zum Beispiel sind Springpferde kleiner und leichter als Dressurpferde. Es gibt außerdem ein strenges Regelwerk fürs Hobby Horsing.  
Es gibt verschiedene Disziplinen zum Beispiel Dressur, Springen, Western, Rennen...

## Geschichte und Beschreibung
In Finnland, dem Ursprungsland des Sportes, wird neben regionalen Wettkämpfen auch eine jährliche nationale Meisterschaft ausgetragen. Großer Beliebtheit erfreut sich dieser Sport, der den Fun- und Trendsportarten zugeordnet werden kann, insbesondere bei Mädchen und jungen Frauen im Alter zwischen 10 und 18 Jahren und gewinnt über die anderen skandinavischen Länder hinaus auch in weiteren Teilen Europas an Popularität.
Während die Sportart von „echten Reitern“ möglicherweise eher als kindischer Zeitvertreib wahrgenommen wird, bewertet Fred Sundwall, Generalsekretär des finnischen Reiterverbandes, diese positiv: „Wir finden es einfach wunderbar, dass Hobby Horsing ein Phänomen und so populär geworden ist.“ „Es gibt den Kindern und Teenagern, die keine Pferde haben, die Chance, mit ihnen auch außerhalb von Ställen und Reitschulen zu interagieren.“
Seit September 2023 gibt es in Deutschland einen eigenen Verband, der sich um die Organisation und die Regelungen kümmert. Der Deutsche Hobby Horsing Verband e.V. (DtHHV) wurde für die Weiterentwicklung des Sports gegründet.
Im September 2024 fand die erste deutsche Meisterschaft im Hobby Horsing statt.

## Hobby Horse
Die meisten Hobby Horses werden von Hand genäht. Sie werden meist aus zwei Kopfhälften, die an der unteren Seite eine Öffnung besitzen, und einem Streifen in der Mitte gefertigt und mit Füllwatte gefüllt. Der Stock hat meist ab Öffnung eine Länge von rund 30–40 cm. Viele Hobby Horser gestalten ihre Hobby Horses in Anlehnung an den Reitsport noch mit Elementen wie Trensen, Vorderzeug, Halfter, Stricken und Fliegenohren.

## Filmografie
- 2017: Selma Vilhunen - Hobbyhorse Revolution[7]
- 2019: Hubert ohne Staller, Staffel 9, Folge 5 „Pony am Stock“

## Fachbücher
- Hobby Horsing Dressurtraining - Bahnfiguren, Lektionen, Turnierordnung - Das 1. offizielle Fachbuch - in Kooperation mit dem Deutschen Hobby Horsing Verband e. V.- Autor Andreas Karasek, Herausgeber KOSMOS Verlag